# Szanada Maszanori
Szanada Maszanori (Sizuoka, 1968. március 6. – Sizuoka, 2011. szeptember 6.) japán válogatott labdarúgó.

## Nemzeti válogatott
A japán válogatott tagjaként részt vett az 1988-as Ázsia-kupán.